# NGC 5882
NGC 5882 (również IC 1108) – mgławica planetarna znajdująca się w gwiazdozbiorze Wilka. Została odkryta 27 września 1834 roku przez Johna Herschela. Według różnych szacunków mgławica ta jest odległa od 6200 do 8800 lat świetlnych od Ziemi.